# Chilpancingo de los Bravo
Chilpancingo de los Bravo (röviden Chilpancingo) a mexikói Guerrero szövetségi állam fővárosa és egyben második legnagyobb városa Acapulco után.

## Földrajz

### Fekvése
A város Guerrero állam középső részén, Chilpancingo de los Bravo község északkeleti részén fekszik a Huacana folyó tengerszint felett kb. 1200–1300 m-rel fekvő, északnyugat–délkeleti irányú völgyében, a Déli-Sierra Madre 2500 m-t is meghaladó hegyei között. Környékén kis kiterjedésű mezőgazdasági területek, a hegyekben pedig óriási erdők találhatók. A külső városrészek már a hegyoldalakban épültek fel.

### Éghajlat
Chilpancingo éghajlata meleg, de nem rendkívül forró, a csapadék mennyisége nyáron és ősz elején nagy, a többi hónap viszonylag száraz. Minden hónapban mértek már legalább 33 °C-os hőséget, de 38 °C fölé még nem emelkedett a hőmérséklet. Fagy még a téli hónapokban sincs. A havi átlaghőmérsékletek a januári 19,9 °C és a májusi 24,2 °C között szóródnak. Az évi átlagosan kb. 870 mm-nyi eső elsöprő többsége, mintegy 80%-a a júniustól szeptemberig tartó 4 hónapos időszak alatt hull.
| Hónap                                            | Jan. | Feb. | Már. | Ápr. | Máj. | Jún. | Júl. | Aug. | Szep. | Okt. | Nov. | Dec. | Év   |
| ------------------------------------------------ | ---- | ---- | ---- | ---- | ---- | ---- | ---- | ---- | ----- | ---- | ---- | ---- | ---- |
| Rekord max. hőmérséklet (°C)                     | 33,0 | 33,0 | 36,0 | 38,0 | 37,0 | 34,5 | 35,0 | 34,0 | 34,0  | 35,5 | 37,0 | 34,0 | 38,0 |
| Átlagos max. hőmérséklet (°C)                    | 28,1 | 28,8 | 29,9 | 31,2 | 31,3 | 29,5 | 29,4 | 29,1 | 28,3  | 28,7 | 28,8 | 28,1 | 29,3 |
| Átlaghőmérséklet (°C)                            | 19,9 | 20,5 | 21,7 | 23,3 | 24,2 | 23,7 | 23,5 | 23,3 | 22,9  | 22,7 | 21,6 | 20,2 | 22,3 |
| Átlagos min. hőmérséklet (°C)                    | 11,6 | 12,3 | 13,4 | 15,4 | 17,1 | 18,0 | 17,6 | 17,5 | 17,6  | 16,8 | 14,5 | 12,3 | 15,4 |
| Rekord min. hőmérséklet (°C)                     | 5,0  | 2,1  | 8,6  | 10,0 | 11,0 | 12,0 | 13,4 | 14,0 | 14,0  | 7,1  | 7,0  | 5,0  | 2,1  |
| Átl. csapadékmennyiség (mm)                      | 14   | 13   | 6    | 7    | 46   | 141  | 198  | 172  | 180   | 75   | 13   | 7    | 871  |
| Forrás: forrás = Servicio Meteorológico Nacional |      |      |      |      |      |      |      |      |       |      |      |      |      |

## Közlekedés
Chilpancingo az állam közepén fekszik, az egész ország egyik legfontosabb útja, a Mexikóvárost Acapulcóval összekötő 95-ös út mentén, és innen ágazik ki kelet felé (Puebla állam irányába) a 93-as is.
Nemzetközi repülőtere nincs, csak egy belföldi.

## Népesség
Bár Chilpancingo a mexikói tagállamok fővárosai közül az egyik legkisebb, a város népessége igen gyorsan nő:
| Év   | Lakosság |
| ---- | -------- |
| 1990 | 97 165   |
| 1995 | 123 475  |
| 2000 | 142 746  |
| 2005 | 166 796  |
| 2010 | 187 251  |

## Története
A város pontos alapítási dátuma körül ma is viták folynak. II. Fülöp spanyol király 1591 novemberében kiadott okmánya szerint ebben az évben alapították az avisperót, azaz darázsfészket, mely szó navatl nyelvű megfelelőjéből származik a mai Chilpancingo (eredetileg Chilpantcinco) elnevezés, viszont léteznek olyan dokumentumok, melyek szerint Chilpancingo csak 1693-ban vált külön Zumpangótól, és csak ettől kezdve rendelkezik önálló önkormányzattal, így innentől tekinthető településnek. A helyi római katolikus egyház a nagyharang feliratának tanúsága szerint 1749-ben alakult meg.

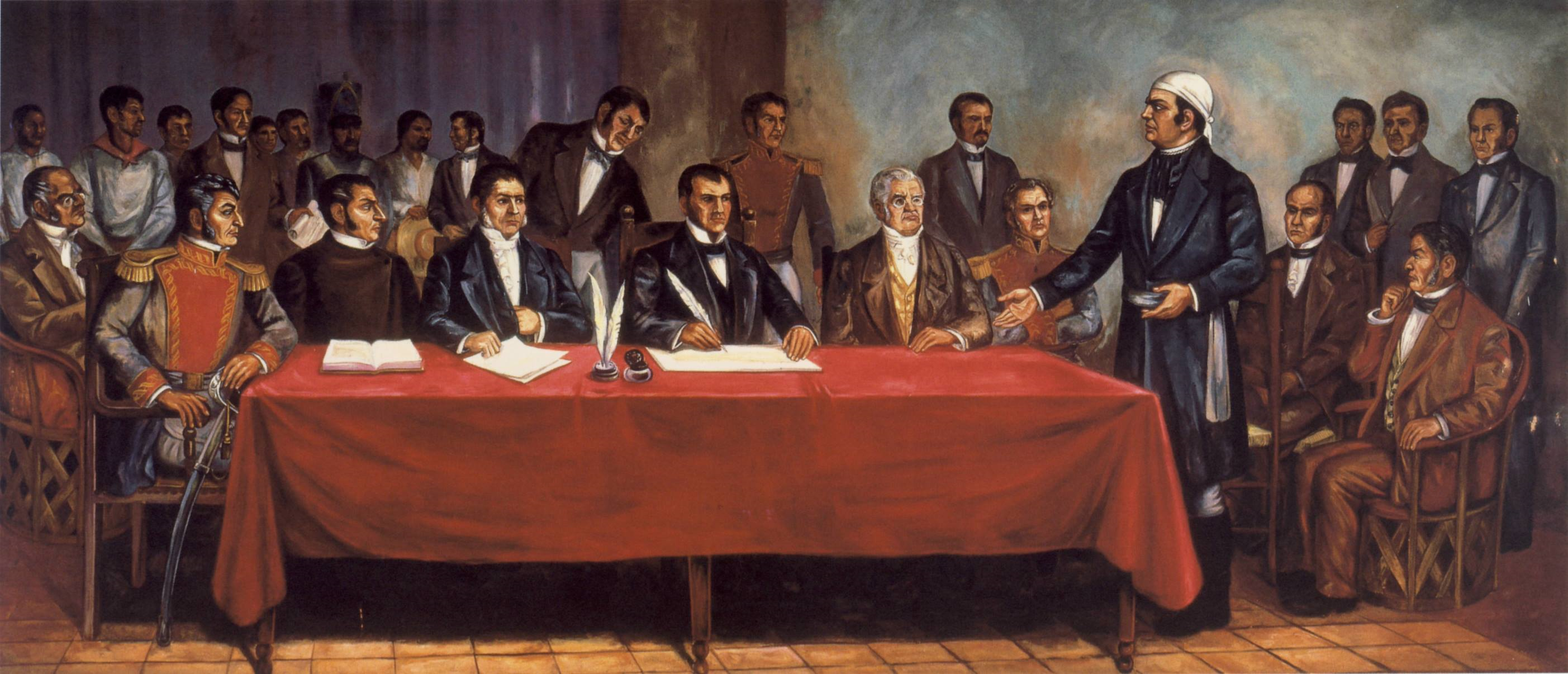
Festmény a Chilpancingói kongresszusról

A 19. század első felében kitört függetlenségi háborúban Chilpancingo igen fontos szerepet játszott: lakói aktívan részt vettek a felkelésben, és fekvésénél fogva a város a déli harcok stratégiai fontosságú helyszíne volt. 1813 szeptemberére itt hívta össze José María Morelos y Pavón az Anáhuaci kongresszust, más néven a Chilpancingói kongresszust, ahol kimondták Közép-Amerika függetlenségét a spanyol királyságtól. Ez alkalomból a települést Ciudad de Nuestra Señora de la Asunción néven a nemzet fővárosává nevezték ki.
A függetlenség valódi, évekkel későbbi kivívása után Agustín Iturbide császárságának idején a város a déli főkapitánysághoz tartozott, 1824-től pedig México állam részévé vált. Ekkor kapott jogot minden év decemberében egy 8 napos vásár tartására is. 1841-ben itt gyűltek össze Guerrero állam létrehozásának támogatói is. Ekkor a városnak körülbelül 4370 lakója volt, akik főként mezőgazdaságból és a Mexikóváros és Acapulco közti kereskedelemből éltek.
Chilpancingo 1850-ben, az állam megalakulása után vált önálló községgé, amikor az akkori fővárost, Tixtla de Guerrerót súlyos járvány sújtotta. Az állam irányítása 1871-ben politikai harcok eredményeként került a városba.
A forradalom elején a város a régi, porfirista rendszer támogatói bázisa volt, mivel ebben a rendszerben a település kiemelt figyelmet kapott és hatalmas fejlődésen ment keresztül. 1911. május 14-én viszont bevették a maderista erők, 1913-ban a zapatisták, később pedig a carranzisták is, ez utóbbiak egészen az 1917-es alkotmányozó nemzetgyűlés utánig birtokolták.

## Turizmus, látnivalók

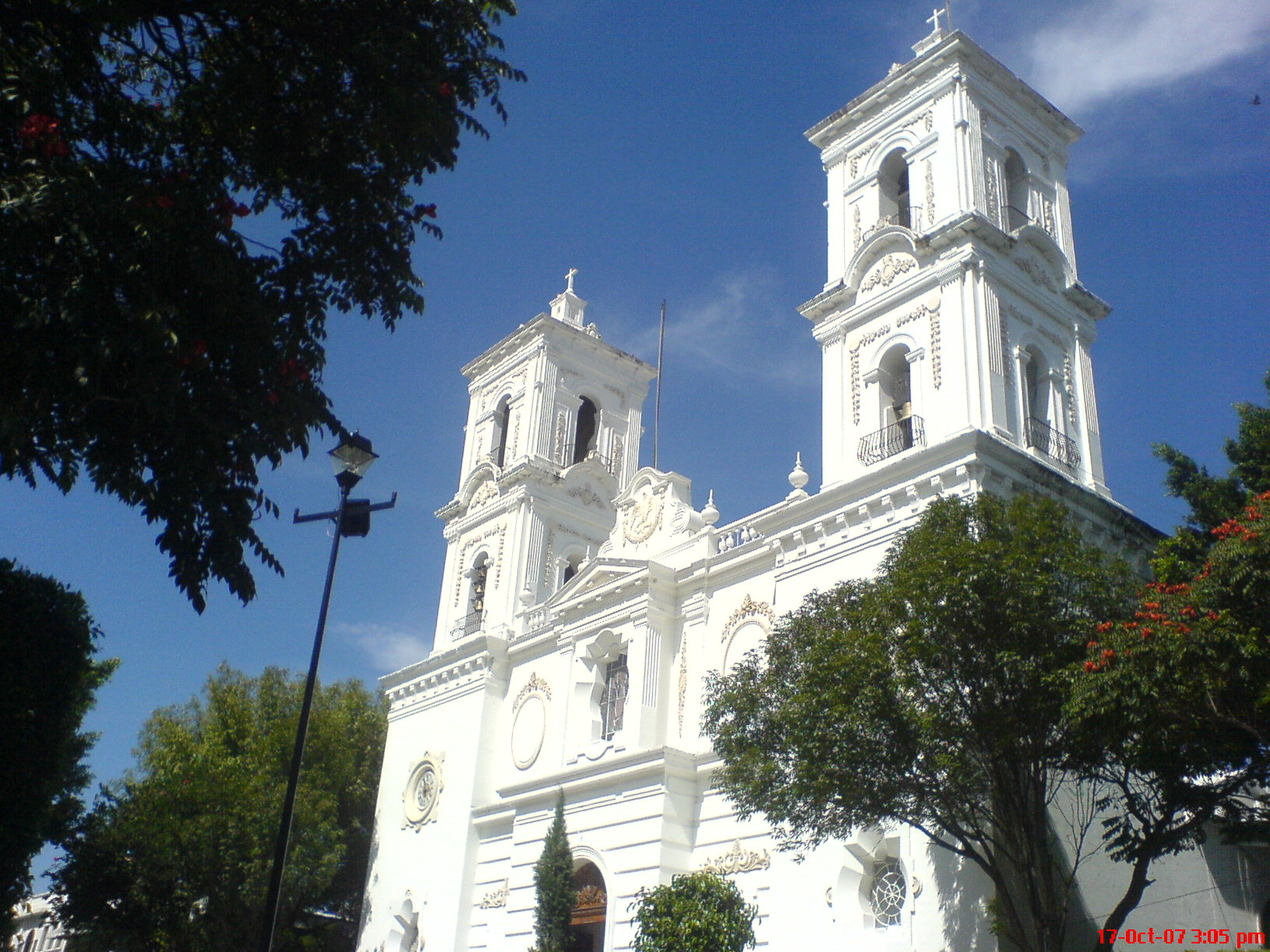
A Nagyboldogasszony-székesegyház

A városban viszonylag kevés régi műemlék található. Közülük a legnevezetesebbek a Nagyboldogasszony-székesegyház, amelynek története a 16. századig nyúlik vissza, valamint a Museo Regional de Guerrero múzeum, ami abban az épületben kapott helyt, amely a függetlenségi harcok során Morelos főhadiszállása volt és ahol a Chilpancingói kongresszus alkalmával 1813 őszén aláírták a Sentimientos de la Nación (A Nemzet Érzései) című dokumentumot.
Chilpancingószerte számos emlékmű, szobor és falfestmény található, ezek többnyire modern alkotások. Jellegzetesek a községi könyvtár falfestményei, melyek a Chilpancingói-völgyet ábrázolják, a Consejo Estatal de Recursos para la Atención de La Juventud épületében látható alkotás, mely a Chilpancingói kongresszusra és a spanyol uralom végére emlékeztet, valamint a hatalmas méretű, Mexikó és Guerrero állam történelmét a spanyol hódítástól a forradalomig bemutató mű, mely a Museo Regional de Guerrero múzeum folyosóinak falán kapott helyet. Érdekes még a Guerrerói Autonóm Egyetem rektori épületében található falfestmény, mely azokat az egyetemistákat ábrázolja, akik 1984-ben az egyetem autonómiájának megmaradásáért küzdöttek.

## Kultúra

### Ünnepek, rendezvények
A város legfontosabb ünnepei a június 13-án tartott Szent Antal-nap, az augusztus 15-i Nagyboldogasszony-nap (a város védőszentjére emlékezve) valamint a karácsony–vízkereszt-ünnepkör. Ez utóbbinak jellegzetes eseménye a Tigrisek Harca (Porrazo del Tigre), amikor a nevével ellentétben nem tigris, hanem jaguárruhába öltözött, különböző városrészekből érkező emberek harcolnak egymással egyfajta birkózásra vagy szumóra emlékeztető szabályrendszer alapján a város bikaviadal-arénájában.

### Kézművesség
A város legjellegzetesebb kézművestermékei a fenyőből és cédrusból készült bútorok, főként ágyak, ruhásszekrények, ülőbútorok és könyvespolcok.

### Legendák
Azt mesélik, június 24-én, Szent János éjszakáján pontban éjfélkor varázslat történik, és akinek olyan szerencséje van, hogy éppen a megfelelő helyen tartózkodik ebben az időpontban, hirtelen egy vidám forgatagban találja magát, táncoló emberekkel és árusokkal, akik finom gyümölcsöket és italokat árulnak.
Az a hír is járja, hogy egyszer a város egén minden éjszaka megjelent egy cikázó tűzgömb, amely egyszer csak eltűnt a San Miguel-szakadékban. Ezután az emberek felkeresték ezt a szakadékot, és egy kék tűzgömböt találtak ott, mely félelmet ébresztett mindenkiben, aki meglátta. Sőt, a gömb fáról fára ugrálva kezdett haladni, de hamarosan örökre nyoma veszett.
Egy másik történet arról szól, hogy egyszer egy helyi pásztor, amikor egy elkóborolt állatát próbálta becserkészni, egy szakadékban egy barlangra bukkant. Úgy gondolta, az állat ide tévedhetett be, ezért ő is belépett, és nagy meglepetésére egy hatalmas halom aranypénzt talált odabent. Futni kezdett a kincs felé, de ekkor a hegy mélyéből egy hatalmas fekete bika bukkant fel, mely rátámadt és leteperte. Súlyosan megsebesülve és a kincs nélkül tért haza, és bár később többször is megpróbált visszatérni, a félelem mindig elrettentette a barlangba való belépéstől. Ezt a történetet állítólag halálos ágyán, öntudatlan állapotban kiabálta el az öreg paraszt.